# Гаи-за-Рудою
Гаи-за-Рудою (укр. Гаї-За-Рудою) — село в Залозецкой поселковой общине Тернопольского района Тернопольской области Украины.
Код КОАТУУ — 6122681801. Население по переписи 2001 года составляло 820 человек.
До 2020 года входило в Зборовский район.

## Географическое положение
Село Гаи-за-Рудою находится в 1-м км от левого берега реки Серет,
ниже по течению примыкает село Гаи-Ростоцкие,
на расстоянии в 2 км расположен посёлок Залозцы.
На реке сделаны больший запруды.
Рядом проходит автомобильная дорога Р-39.

## История
- 1648 год — дата основания.

## Объекты социальной сферы
- Школа I ст.